# Liste der Kulturdenkmale in Sillenbuch

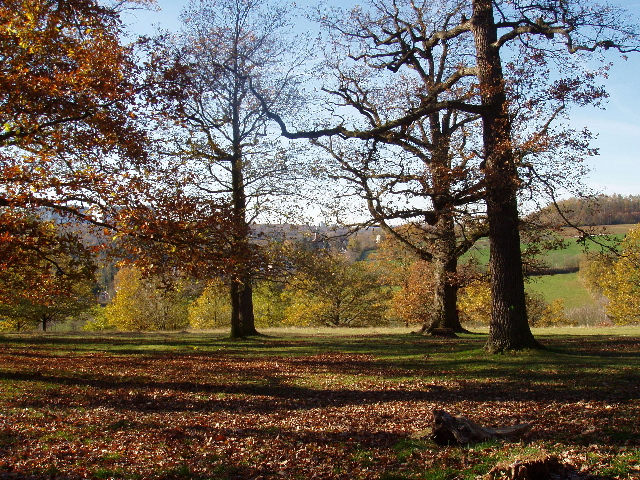
Eichenhain Stuttgart – ein Naturschutzgebiet

In der Liste der Kulturdenkmale in Sillenbuch sind alle unbeweglichen Bau- und Kunstdenkmale in Sillenbuch aufgelistet, die in der Liste der Kulturdenkmale. Unbewegliche Bau- und Kunstdenkmale der Unteren Denkmalschutzbehörde für diesen Stadtbezirk Stuttgarts verzeichnet sind. Stand dieser Liste ist der 25. April 2008.
Diese Liste ist nicht rechtsverbindlich. Eine rechtsverbindliche Auskunft ist lediglich auf Anfrage bei der Unteren Denkmalschutzbehörde der Stadt Stuttgart erhältlich.

## Allgemein
- Bild: Zeigt ein ausgewähltes Bild aus Commons, „Weitere Bilder“ verweist auf die Bilder im Medienarchiv Wikimedia Commons.
- Bezeichnung: Nennt den Namen, die Bezeichnung oder die Art des Kulturdenkmals.
- Lage: Straßenname und Hausnummer oder Flurstücknummer des Kulturdenkmals, gegebenenfalls auch den Ortsteil. Die Grundsortierung der Liste erfolgt nach dieser Adresse. Der Link (Karte) führt zu verschiedenen Kartendiensten mit der Position des Kulturdenkmals. Fehlt dieser Link, wurden die Koordinaten noch nicht eingetragen. Sind diese bekannt, können sie über ein Tool mit einer Kartenansicht einfach nachgetragen werden. In dieser Kartenansicht sind Kulturdenkmale ohne Koordinaten mit einem roten bzw. orangen Marker dargestellt und können durch Verschieben auf die richtige Position in der Karte mit Koordinaten versehen werden. Kulturdenkmale ohne Bild sind an einem blauen bzw. roten Marker erkennbar.
- Datierung: Baubeginn, Fertigstellung, Datum der Erstnennung oder grobe zeitliche Einordnung entsprechend des Eintrags in der zuständigen Denkmaldatenbank (Landesamt für Denkmalpflege Baden-Württemberg).
- Beschreibung: Kurzcharakteristik des Kulturdenkmals.

## Kulturdenkmale im Stadtbezirk Sillenbuch

### Sillenbuch
| Bild           | Bezeichnung                                                  | Lage                                                       | Datierung       | Beschreibung | ID |
| -------------- | ------------------------------------------------------------ | ---------------------------------------------------------- | --------------- | --- | -- |
|                | Zweifamilienwohnhäuser der Kolping-Siedlung (Sachgesamtheit) | Am Eichenhain 21–33 (ungerade) (Karte)                     | 1934            | Heimatstil, Architektur der 1930er Jahre, Geiger Geschützt nach § 2 DSchG                                                            |    |
|                | Villa und Atelier mit Garten (Sachgesamtheit)                | Friedrich-Zundel-Str. 44, Kirchheimer Str. 10 (Karte)      | 1935, 1937      | Bärtle Fr.; Yelin Ernst (Bildhauer) Geschützt nach § 2 DSchG                                                                         | BW |
|                | Haus Heyl                                                    | Kernenblickstr. 17 (Karte)                                 | 1936            | Heimatstil, Stuttgarter Schule 1920–1945, Stuttgarter Bau- und Heimstättenverein, Heyl Werner (Cand. Arch.) Geschützt nach § 2 DSchG |    |
|                | Einfamilienhaus                                              | Kirchheimerstr. 14 (Karte)                                 | 1903            | Historismus - Landhausstil, Burger Carl, Werkmeister Geschützt nach § 2 DSchG                                                        |    |
|                | Ruhbank, sogenannte Gruhe                                    | Kirchheimerstraße, Flst.Nr. 1035/16 (Silberwald) (Karte)   | 1800–1856       | Geschützt nach § 2 DSchG |    |
|                | Ehemaliges Wohnhaus der Anna Haag                            | Landschreiberstr. 19 (Karte)                               |                 | Heimatstil, Stuttgarter Schule 1920–1945, Osthus Heinrich Geschützt nach § 2 DSchG                                                   |    |
| Weitere Bilder | Katholische Kirche St. Michael                               | Mendelssohnstr. 57 (Karte)                                 | 1952–1953       | Internationaler Stil ab 1950, Herkomer Hans; Geier Wilhelm, Maler; Hajek O.H., Bildhauer Geschützt nach § 2 DSchG                    |    |
|                | Ehemaliges Haus Schick                                       | Trossinger Str. 40 (Karte)                                 | 1938            | Heimatstil, Architektur der NS-Zeit, Heim Paul Geschützt nach § 2 DSchG                                                              |    |
|                | Wohnhaus                                                     | Tuttlinger Str. 68 (Karte)                                 | 1797            | Barock Geschützt nach § 2 DSchG |    |
|                | Wohnhaus                                                     | Tuttlinger Str. 72 (Karte)                                 | 1729            | Barock Geschützt nach § 2 DSchG |    |
|                | Gehöft mit Fachwerkwohnhaus und Scheune (Sachgesamtheit)     | Tuttlinger Str. 78, 78a (Karte)                            | 1600, 1700–1725 | Geschützt nach § 2 DSchG |    |
|                | Ehemalige Kapelle und Altes Rathaus                          | Tuttlinger Str. 80 (Karte)                                 | 1819            | Geschützt nach § 2 DSchG |    |
|                | Wohnhaus                                                     | Tuttlinger Str. 95 (Karte)                                 | 1798            | Barock Geschützt nach § 2 DSchG |    |
|                | Wohnhaus                                                     | Tuttlinger Str. 97 (Karte)                                 | 1773            | Barock Geschützt nach § 2 DSchG |    |
|                | Ehemaliges Rathaus                                           | Tuttlinger Str. 99 (Karte)                                 | 1907            | Historismus - Neobarock, Wenger W. Geschützt nach § 2 DSchG                                                                          |    |
|                | Gemarkungsgrenzstein Stuttgart (STr 111)                     | Ohne Adresse                                               |                 | Geschützt nach § 2 DSchG |    |
|                | Gemarkungsgrenzstein Stuttgart (STr 108a)                    | Ohne Adresse                                               | 1740            | Geschützt nach § 2 DSchG |    |
|                | Gemarkungsgrenzstein Stuttgart (STr 108)                     | Ohne Adresse                                               |                 | Geschützt nach § 2 DSchG |    |
|                | Gemarkungsgrenzstein Stuttgart (STr 110)                     | Ohne Adresse                                               |                 | Geschützt nach § 2 DSchG |    |
|                | Gemarkungsgrenzstein Stuttgart (STr 109)                     | Ohne Adresse                                               | 1705            | Geschützt nach § 2 DSchG |    |
|                | Gemarkungsgrenzstein Stuttgart                               | Provisorische Adresse: an der Buowaldstraße, im Silberwald |                 | Geschützt nach § 2 DSchG |    |

### Heumaden
| Bild           | Bezeichnung                                                      | Lage                                          | Datierung                  | Beschreibung                                                                       | ID |
| -------------- | ---------------------------------------------------------------- | --------------------------------------------- | -------------------------- | ---------------------------------------------------------------------------------- | -- |
|                | Fachwerkscheuer                                                  | Dreizlerstr. 18 (Karte)                       | 1600–1800                  | Geschützt nach § 2 DSchG                                                           |    |
|                | Gasthaus Rose                                                    | Mannspergerstr. 23 (Karte)                    | 1500–1700                  | Geschützt nach § 2 DSchG                                                           |    |
|                | Wohnhaus                                                         | Mannspergerstr. 25 (Karte)                    | 1675–1700                  | Geschützt nach § 2 DSchG                                                           |    |
|                | Wohnhaus                                                         | Mannspergerstr. 35, 35A (Karte)               | 1500–1600                  | Geschützt nach § 2 DSchG                                                           |    |
|                | Gehöft mit Wohnstallhaus und Fachwerkscheuer (Sachgesamtheit)    | Mannspergerstr. 37 (Karte)                    | 1600–1700, 1775–1825       | Geschützt nach § 2 DSchG                                                           | BW |
|                | Wohnhaus                                                         | Mannspergerstr. 47 (Karte)                    | 1579                       | Geschützt nach § 2 DSchG                                                           |    |
| Weitere Bilder | Altes Rathaus                                                    | Mannspergerstr. 48 (Karte)                    | 1683, 1913                 | Geschützt nach § 2 DSchG                                                           |    |
|                | Wohnhaus                                                         | Mannspergerstr. 52 (Karte)                    | 1500–1700                  | Geschützt nach § 2 DSchG                                                           |    |
| Weitere Bilder | Evangelische Pfarrkirche mit Resten der ehemaligen Kirchhofmauer | Schwendestr. 1 (Karte)                        | 1450–1500, 1666, 1893      | Gotik - Spätgotik (Chor), Dolmetsch H. (1893 Renovierung) Geschützt nach § 2 DSchG |    |
|                | Ehemaliges Gehöft mit Wohnstall- und Kellerhaus (Sachgesamtheit) | Schwendestr. 18, 18A (Karte)                  | 1500–1550, 1543, 1800–1825 | Geschützt nach § 2 DSchG                                                           | BW |
| Weitere Bilder | Pfarrhaus nebst Back- und Waschhaus (Sachgesamtheit)             | Schwendestr. 3 (Karte)                        | 1772, 1800                 | Barock Geschützt nach § 2 DSchG                                                    |    |
|                | Gemarkungsgrenzstein Stuttgart                                   | Provisorische Adresse: Waldgebiet Horber Holz |                            | Geschützt nach § 2 DSchG                                                           |    |

### Riedenberg
| Bild           | Bezeichnung                                                             | Lage                                                 | Datierung  | Beschreibung                                                                                                | ID |
| -------------- | ----------------------------------------------------------------------- | ---------------------------------------------------- | ---------- | --- | -- |
|                | Gefallenendenkmal                                                       | Birkacher Straße (Talwiesen), Flst.Nr. 408/3 (Karte) | 1918–1920  | Neoklassizismus Geschützt nach § 2 DSchG                                                                    |    |
|                | Haus Mansfeld, incl. Garten (Sachgesamtheit)                            | Melonenstr. 25 (Karte)                               | 1954–1955  | Internationaler Stil ab 1950, Karrer Gero Geschützt nach § 2 DSchG                                          | BW |
|                | Erdgeschoss und Keller des ehemaligen Adelshauses                       | Schemppstr. 20 (Karte)                               | 1617       | Renaissance (Details) Geschützt nach § 2 DSchG                                                              |    |
| Weitere Bilder | Evangelische Emmaus-Kirche (1950) und Pfarrhaus (1956) - Sachgesamtheit | Schemppstr. 49 (Karte)                               | 1950, 1956 | Heimatstil ab 1945, Seytter Hans, Prof.; Uhrig Helmut und Saile Valentin, Künstler Geschützt nach § 2 DSchG |    |
|                | Wandbild                                                                | Steinäcker 48, 48/1, 48/2, 48/3                      | 1955       | Biehler Sepp, Maler Geschützt nach § 2 DSchG                                                                |    |